# Sfendale
Sfendale (in greco antico: Σφενδαλή?, Sphendalé) era un centro abitato dell'antica Attica.
Il generale persiano Mardonio, durante la seconda guerra persiana, si fermò per un certo periodo in questa località durante la marcia da Decelea a Tanagra, probabilmente nei pressi dell'attuale chiesa di Aio Merkurio, che dà il nome al passo sul crinale del monte Parnete che immette nella pianura di Tanagra. Dal momento che sul passo non c'è sufficiente spazio per un centro abitato, tuttavia, è probabile che il centro di Sfendale si trovasse presso l'attuale Malakasa, dove delle fonti si uniscono per formare un torrente.
Secondo John S. Traill Sfendale in età antica era un demo spuro.